# ニコライ・フレイチュア
ニコライ・フレイチュア（Nikolai Philippe Fraiture、1978年11月13日 - ）はアメリカ合衆国・ニューヨーク出身のミュージシャン。
ニューヨーク出身のバンドであるザ・ストロークスのベーシスト。身長188cm。

## 略歴
ロシア人の母親とフランス人の父親の元にニューヨークにて生まれ育ち、英語とフランス語を話すことができる。ピエールという兄と、13歳下のエリザベスという妹がいる。ザ・ストロークスのメンバーはみな特権階級の子息であるが、ニコライだけは一般家庭の生まれである。母は教師で父は警備会社に勤めており、アパートで暮らしていた。リセ・フランセ（Lycée Français de New York）の在学中に、後にザ・ストロークスのボーカルとなるジュリアン・カサブランカスと出会う。ニコライの祖父が彼の18歳の時卒業祝いにベースを贈ったが、彼はそれをジュリアンにプレゼントしてしまい、彼が再びベースを手にし、真剣に弾き始めるまでは約一年ほど期間が開いた。様々なベースを所持しているが、通常はフェンダー・ジャズベースを使用している。他には白黒のリッケンバッカー("Last Nite"のＰＶで使用)やミュージックマン・スティングレイ("Juicebox"のＰＶで使用)やフェンダー・プレシジョンベース(ライブ中のバックアップベース)等がある。

## ソロ活動
2008年には彼のサイドプロジェクトである「ニッケル アイ」(Nickel Eye)が始動。2008年10月15日にロンドンにて初演を行った。その後ニューヨークを拠点とするバンドのヤー・ヤー・ヤーズのギタリストであるニック・ジナーと、ジュリアンの元交際相手でシンガーソングライターのレジーナ・スペクターの特別出演でファーストアルバム「The Time of the Assassins」は数ヶ月でニューヨークのスタジオにて完成。2009年1月27日にRykodiscからリリースされた。

## 私生活
2004年の夏に結婚。一女の父である。ウォーキングやサイクリングが趣味で、ニューヨークで目撃されることも多い。

## ディスコグラフィー
- オリジナルソロアルバム
The Time of the Assassins - 2009年1月27日発売